# Нобили (лунный кратер)
Кратер Нобили (лат. Nobili), не путать с кратером Нобиле (лат. Nobile),  — крупный древний ударный кратер, расположенный в восточной экваториальной области видимой стороны Луны. Название присвоено в честь итальянского физика-экспериментатора Леопольдо Нобили (1784—1835) и утверждено Международным астрономическим союзом в 1976 г. Образование кратера относится к нектарскому периоду.

## Описание кратера
Ближайшими соседями кратера являются кратер Лиувилль на северо-западе; кратер Дженкинс на востоке; кратер Вейерштрасс на юго-востоке и кратер Гилберт на юге. На северо-западе от кратера Нобили расположено Море Волн; на востоке – Море Смита. Селенографические координаты кратера 0°10′ с. ш. 75°57′ в. д. / 0,17° с. ш. 75,95° в. д., диаметр 41,8 км, глубина 3807 м.
Кратер Нобили имеет близкую к циркулярной форму и значительно разрушен. Вал несколько сглажен и отмечен множеством мелких кратеров. Внутренний склон вала  неравномерный по ширине, узкий в северо-восточной части и значительно шире по остальной части периметра. Высота вала над окружающей местностью составляет 1050 м, объем кратера приблизительно 1300 км³. Северо-восточная часть кратера частично перекрывает сателлитный кратер Шуберт X, к юго-западной части вала примыкает сателлитный кратер Гилберт P. Дно чаши плоское, в центре чаши расположен двойной центральный пик.
До получения собственного наименования в 1976 г. кратер имел обозначение Шуберт Y (в системе обозначений так называемых сателлитных кратеров, расположенных в окрестностях кратера, имеющего собственное наименование).

## Сателлитные кратеры
Отсутствуют.